# Vogel (König)
Vogel ist der Behelfsname für einen altägyptischen König (Pharaos) der 1. Dynastie, welcher um 2850 v. Chr. regiert haben könnte.
Über diesen Herrscher ist so gut wie nichts bekannt. Seine möglichen verwandtschaftlichen Verhältnisse und Familienzugehörigkeit sind genauso unklar und strittig wie seine Position in den frühen Dynastien der ägyptischen Chronologie.

## Name und Identität

Fragment aus Grünschiefer mit umstrittenem Horusnamen

Bereits beim Namen dieses Regenten herrscht in der Ägyptologie große Unsicherheit, weil die sehr wenigen Artefakte, die seine Existenz belegen könnten, stark beschädigt sind oder der Name des Herrschers äußerst nachlässig geschrieben wurde, so dass die Namenshieroglyphe nicht eindeutig identifiziert werden kann.
So ist sich die Mehrheit der Ägyptologen, darunter Wolfgang Helck und Peter Kaplony, zumindest darin einig, es bei der vogelähnlichen Gestalt im Serech mit einem gänseähnlichen Vogel zu tun zu haben. Helck liest den Namen daher als „Hor Sa“ (G39) oder „Hor Geb“ (G38).
Der Ägyptologe Nabil Swelim hingegen liest den Namen als „Hor Ba“ (G29).

## Funde und ihre Deutungsmöglichkeiten
Diesen Herrscher chronologisch exakt zuzuordnen, fällt Archäologen und Ägyptologen außerordentlich schwer, da König „Vogel“ nur durch drei Gefäßfragmente belegt ist, auf denen sein Name erscheint: Die Scherbe R.T.II pl.8A,6 wurde von Flinders Petrie im Grab des Königs Qaa in Abydos entdeckt. Auf ihr sind nur der obere Teil des Serech und der Horusfalke erhalten. Die Gefäßbruchstücke P.D.IV n.97 und P.D.IV n.108 hingegen wurden in Sakkara gefunden und sind durch Abrieb recht unleserlich geworden, wobei auf letzterer Scherbe immerhin die Vogelgestalt sehr gut zutage tritt.
Da auf den Gefäßfragmenten aus Sakkara ein Gebäude erscheint, das bisher nur aus der Regierungszeit des Qaa bekannt ist, gehen verschiedene Ägyptologen, wie beispielsweise Peter Kaplony, davon aus, dass König „Vogel“ für eine ganz kurze Zeit nach Qaa regierte. In dieselbe Zeit wie „Vogel“ fällt auch der Name von König Sneferka, der chronologisch zwischen Qaa und Hetepsechemui vermutet wird.
Nach Helck und Kaplony scheint es zwischen König „Vogel“ und Seneferka zu Thronstreitigkeiten gekommen zu sein, die darin gipfelten, dass der Königsfriedhof von Abydos geschlossen und sogar öffentlich geplündert wurde. Entsprechende Spuren und Funde wurden von Walter Bryan Emery entdeckt. Dies erklärt auch, warum zum einen Herrscherauflistungen auf Steingefäßen abrupt mit Qaa enden und zum anderen königliche Begräbnisse nach Sakkara verlegt wurden. Der Begründer der 2. Dynastie, König Hetepsechemui, ging vielleicht mit militärischer Gewalt gegen die beiden Herrscher vor, triumphierte und ließ mindestens das Grab des Qaa wieder herrichten. Die Namen von König „Vogel“ und Sneferka erscheinen nicht in späteren Königslisten. Wolfgang Helck wirft ergänzend ein, dass Sneferka und „Vogel“ offenbar aufgrund ihrer Illegitimität aus den späteren Aufzeichnungen verbannt wurden, da deren Machtkämpfe die Dynastie zugrunde gehen ließen.